# فيديريكو غونزاليس
فيديريكو غونزاليس (بالإسبانية: Federico González)‏ (6 يناير 1987 الأرجنتين - ) هو لاعب كرة قدم أرجنتيني، يلعب كمهاجم، لعب 220 مباراة وسجل 42 هدف.

## مسيرته

### مسيرته مع الأندية
- 2006 - 2007 لعب مع إنديبندينتي 8 مباريات سجل خلالها هدف.
- 2007 - 2009 لعب مع فيرو كاريل أويستي 50 مباراة سجل خلالها 8 أهداف.
- 2010 - 2015 لعب مع أتليتيكو رافائيلا 160 مباراة سجل خلالها 32 هدف.
- 2015 - ?? لعب مع تيغري مباراتين سجل خلالها هدف.

## روابط خارجية
- فيديريكو غونزاليس على موقع قاعدة بيانات كرة القدم.إي يو (الإنجليزية)
- فيديريكو غونزاليس على موقع Soccerway.com (الإنجليزية)